# Annappes
Annappes is een plaats in het Franse Noorderdepartement. Annappes was een zelfstandig gemeente tot 1970, toen het met Ascq en Flers-lez-Lille fusioneerde tot de nieuwe gemeente en ville nouvelle Villeneuve-d'Ascq. Het voormalig dorpje Annappes werd zo een onderdeel van de nieuwe urbanisatie in het oosten van de Rijselse agglomeratie.
Annappes ligt centraal in de gemeente, tussen het vroegere Flers-lez-Lille en Ascq. Het centrum van Annappes werd ook een wijk in de nieuwe gemeente. Op het grondgebied van de vroegere gemeente werden verschillende nieuwe wijken gebouwd, zoals Brigode en de Cité Scientifique. In het zuidwesten kwam de nieuwe wijk Hôtel de Ville.

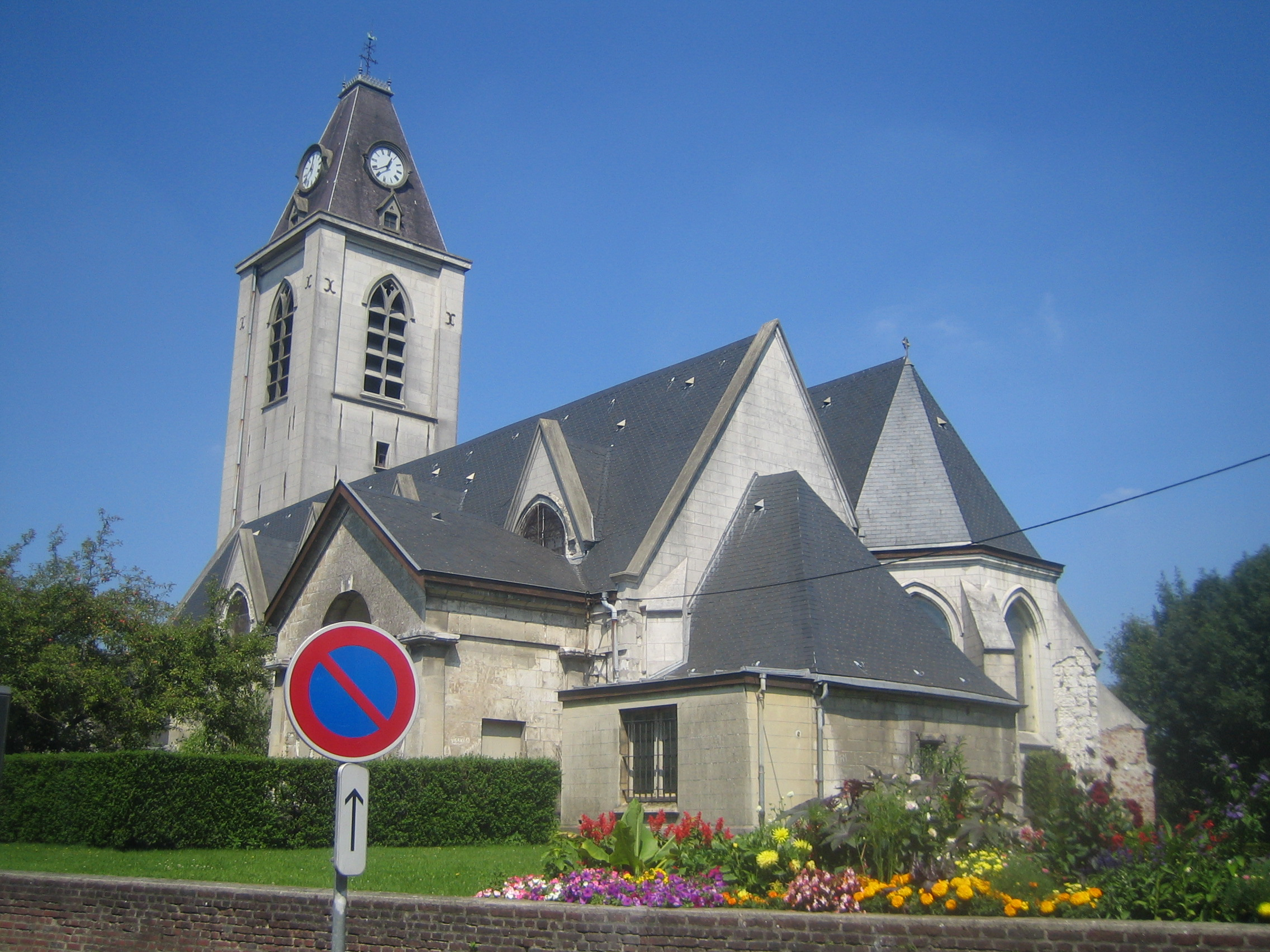
Eglise Saint-Sébastien

## Bezienswaardigheden
- De Église Saint-Sébastien
- De Villa Gabrielle uit de 18de eeuw
- Het 18de-eeuwse Château de Brigode of Château du Comte de Montalembert werd vernield in 1969; enkel de bijgebouwen blijven over.
- Op de begraafplaats van Annappes bevindt zich een Frans militair perk en drie Britse militaire graven van gesneuvelden uit de wereldoorlogen.

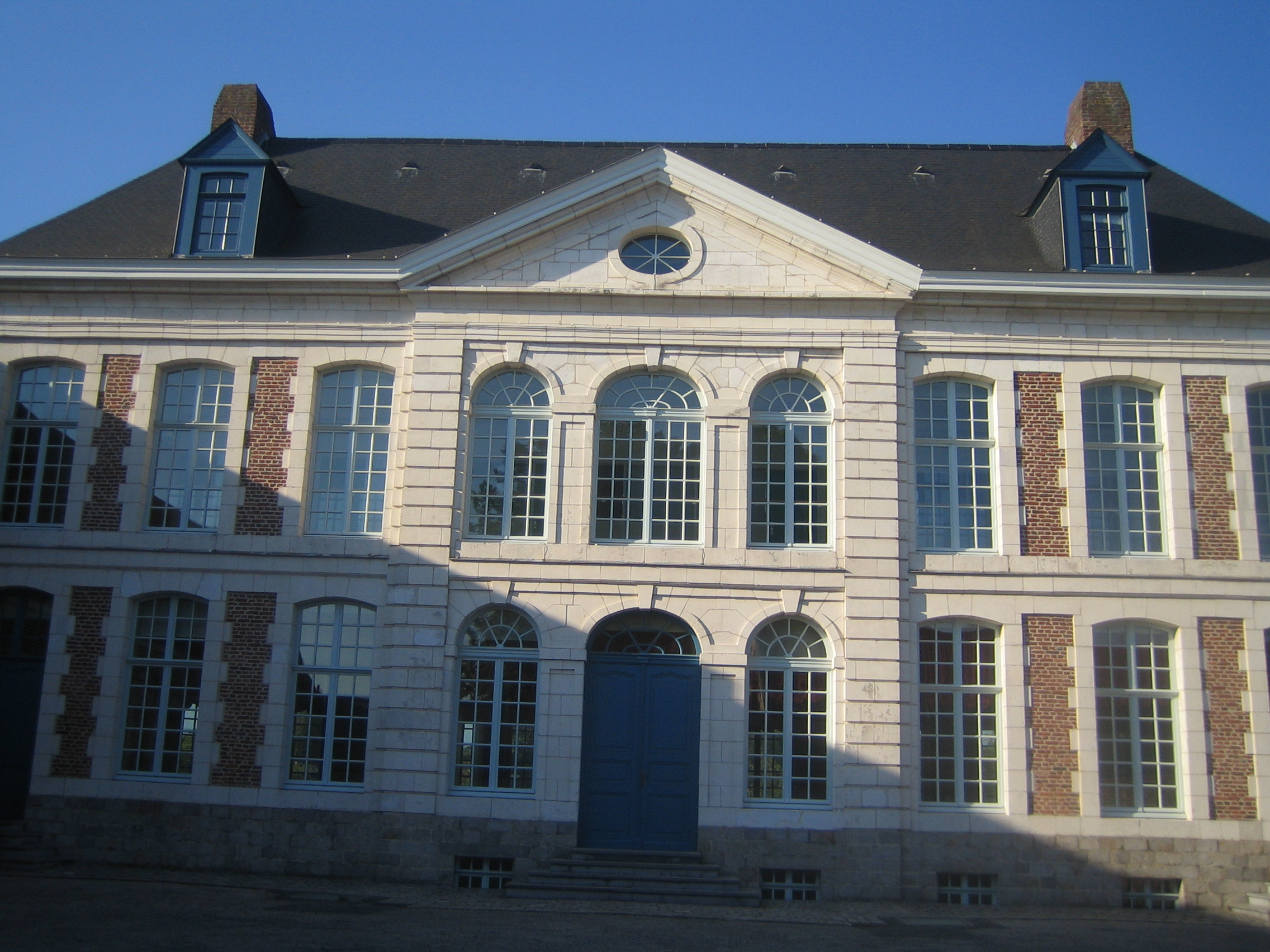
Villa Gabrielle
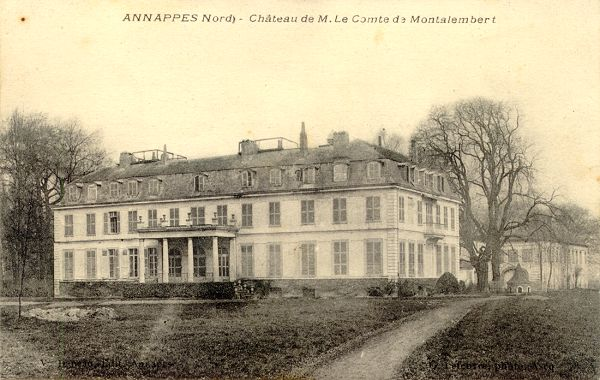
Château de Brigode

Annappes · Ascq · Brigode · Château · Cité Scientifique · Cousinerie · Flers Bourg · Flers Breucq · Haute-Borne · Hôtel de Ville · Pont de Bois · La Poste · Les Prés · Recueil  · Résidence · Sart-Babylone · Triolo

Lijst van Franse gemeenten · Arrondissement Rijsel · Noorderdepartement · Hauts-de-France